# Gymnobisiidae
Gymnobisiidae es una familia de pseudoscorpiones distribuidos por Sudamérica y el África austral.

## Géneros
Según Pseudoscorpions of the World 1.2:
- Beierobisium Vitali-di Castri, 1970
- Gymnobisium Beier, 1931
- Mirobisium Beier, 1931
- Vachonobisium Vitali-di Castri, 1963